# John Love
John Maxwell Lineham Love (Bulawayo, 1924. december 7. – Bulawayo, 2005. április 25.) rodéziai autóversenyző.

## Pályafutása
1962-ben megnyerte a brit túraautó-bajnokságot.
1962 és 1972 között tíz Formula–1-es világbajnoki nagydíjon vett részt. Ebből kilencszer Dél-Afrikában és mindössze egy alkalommal Európában. Ezen futamokon többször is a legjobb tíz között zárt, és az 1967-es dél-afrikai nagydíjon Pedro Rodríguez mögött a második helyen ért célba.

## Eredményei

### Teljes Formula–1-es eredménysorozata
(Táblázat értelmezése)

(Félkövér: pole-pozícióból indult; dőlt: leggyorsabb kört futott) 

| Év   | Csapat       | 1      | 2      | 3   | 4   | 5   | 6   | 7   | 8      | 9     | 10    | 11  | 12  | 13  | Helyezés | Pont |
| ---- | ------------ | ------ | ------ | --- | --- | --- | --- | --- | ------ | ----- | ----- | --- | --- | --- | -------- | ---- |
| 1962 | Privát autó  | NED    | MON    | BEL | FRA | GBR | GER | ITA | USA    | RSA 8 |       |     |     |     | –        | 0    |
| 1963 | Privát autó  | MON    | BEL    | NED | FRA | GBR | GER | ITA | USA    | MEX   | RSA 9 |     |     |     | –        | 0    |
| 1964 | Cooper       | MON    | NED    | BEL | FRA | GBR | GER | AUT | ITA Nk | USA   | MEX   |     |     |     | –        | 0    |
| 1965 | Privát autó  | RSA Ki | MON    | BEL | FRA | GBR | NED | GER | ITA    | USA   | MEX   |     |     |     | –        | 0    |
| 1967 | Privát autó  | RSA 2  | MON    | NED | BEL | FRA | GBR | GER | CAN    | ITA   | USA   | MEX |     |     | 11.      | 6    |
| 1968 | Team Gunston | RSA 9  | ESP    | MON | BEL | NED | FRA | GBR | GER    | ITA   | CAN   | USA | MEX |     | –        | 0    |
| 1969 | Team Gunston | RSA Ki | ESP    | MON | NED | FRA | GBR | GER | ITA    | CAN   | USA   | MEX |     |     | –        | 0    |
| 1970 | Team Gunston | RSA 8  | ESP    | MON | BEL | NED | FRA | GBR | GER    | AUT   | ITA   | CAN | USA | MEX | –        | 0    |
| 1971 | Team Gunston | RSA Ki | ESP    | MON | NED | FRA | GBR | GER | AUT    | ITA   | CAN   | USA |     |     | –        | 0    |
| 1972 | Team Gunston | ARG    | RSA 16 | ESP | MON | BEL | FRA | GBR | GER    | AUT   | ITA   | CAN | USA |     | –        | 0    |

## Külső hivatkozások
- Profilja a grandprix.com honlapon (angolul)